# Joerij Aharkov
Joeri Pavlovitsj Agarkov (Oekraïens: Юрий Павлович Агарков) (Kreminna (Oblast Loehansk), 8 januari 1987) is een Oekraïens voormalig wielrenner die onder andere reed voor ISD-Lampre Continental.

## Belangrijkste overwinningen
2008
3e etappe Triptyque des Monts et Châteaux
2010
4e etappe deel B Ronde van Szeklerland
2011
Grote Prijs van Donetsk